# Озанам, Антуан Фредерик
Антуа́н Фредери́к Озана́м  (фр.  Antoine-Frédéric Ozanam, 23.04.1813 г., Милан, Италия — 8.09.1853 г., Марсель, Франция) — французский историк литературы и философии, католический общественный деятель, инициатор католической благотворительной организации «Общество святого Викентия де Поля», блаженный Римско-Католической Церкви.

## Биография
Антуан Фредерик Озанам родился в семье, имевшей иудейское происхождение и жившей во Франции в течение многих столетий. Его предком был математик Жак Озанам (1640—1717). Его отец Антуан Озанам служил во французской армии и через некоторое время покинув армейскую службу, стал заниматься торговлей и впоследствии окончив медицинское обучение, стал работать врачом.
В 1831 году, когда Антуану Фредерику Озанаму было 18 лет, он написал книгу-памфлет «Réflexions sur la doctrine de Saint-Simon», критикующее философское и политическое учение утопического социализма Анри Сен-Симона. Это сочинение привлекло внимание французского писателя, поэта и общественного деятеля Альфонса де Ламартина, который впоследствии помог Антуану Фредерику Озанаму познакомиться с известными общественными деятелями Франции. В 1832 году Антуан Фредерик Озанам прибыл в Париж, где он стал изучать юриспруденцию и журналистику. В Париже он знакомится с деятелями католического общественного движения писателем Франсуа Рене де Шатобрианом, проповедником Жан Батистом Анри Лакордером, физиком и математиком Андре Мари Ампером. Обучаясь в Парижском Университете, Антуан Фредерик Озанам публиковал статьи в католической ежедневной газете «L’Univers», выступавшей против ультрамонтанства.
23.04.1833 года Антуан Фредерик Озанам основал общество «Товарищество Любви», которое позднее преобразовалось в благотворительную организацию «Общество святого Викентия де Поля». В 1836 году он получил учёную степень доктора юриспруденции. В 1839 году он получил место преподавателя торгового права в университете Лиона и в 1840 место профессора иностранной литературы в Сорбонне. Будучи профессором, он занимался обширными литературными исследованиями и благотворительной деятельностью в «Обществе святого Викентия де Поля», посещая больных и нуждающихся.
Во время Французской революции 1848 года он вернулся к журналистской деятельности, публикуя статьи в основанном им журнале «Ere Nouvelle». В 1851 году он совершает многочисленные путешествия по Англии, Италии. По своём возвращении в Марсель из Италии умер 8 сентября 1853 года.

## Научная и общественная деятельность
Антуан Фредерик Озанам был ведущим историческим и литературным критиком во Франции первой половины XIX столетия. В своей журналистской и общественной жизни он был защитником католического социального учения, призываю иерархию Римско-Католической Церкви найти ответ на социальные вызовы Французской революции. В своих статьях он опирался на сформированное им учение, в котором утверждалось, что историческое христианство внесло значительный вклад в социальную жизнь раннего Средневековья. Своим отличным знанием средневековой литературы и учением о значительном вкладе Католической Церкви в развитии Европы, он противостоял учению Эдварду Гиббону, распространившемуся в Англии и утверждавшему, что Католическая Церковь сделала гораздо больше, чтобы поработить человеческий разум, чем его освободить.

## Прославление
22 августа 1997 года Антуан Фредерик Озанам был причислен к лику блаженных римским папой Иоанном Павлом II.

## Сочинения
• Réflexions sur la doctrine de Saint-Simon (1831)
• Deux chanceliers d’Angleterre, (Paris, 1836)
• Dante et la philosophie catholique au XIIIeme siècle (Paris, 1839)
• Études germaniques (2 v. 1847—1849)
• La civilisation chrétienne chez les Francs (1849)
• Documents inédits pour servir a l’histoire de l’Italie depuis le VIIIeme siècle jusqu’au XIIeme (1850)
• Un pèlerinage au pays du Cid (1852)
• Les poites franciscains en Italie au XIIIme sicle (Paris, 1852)

## Источник
• Gérard Cholvy, Frédéric Ozanam, l’engagement d’un intellectuel catholique au XIXe siècle. Paris : Fayard, 2003, 783 p. Cet ouvrage a obtenu le prix Roland de Jouvenelen 2004 (ISBN 2-213-61482-2).
• Henri-Dominique Lacordaire «Frédéric Ozanam Архивная копия от 8 февраля 2019 на Wayback Machine», Jacques Lecoffre, 1856